# Wolfgang Schopf
Wolfgang Schopf (* 23. Juni 1983 in Judenburg) ist ein ehemaliger österreichischer Naturbahnrodler. Zusammen mit seinem Cousin Andreas Schopf bildete er in der ersten Hälfte der 2000er-Jahre eines der erfolgreichsten Doppelsitzerpaare. Sie wurden zweimal Weltmeister, einmal Europameister und zweimal Junioreneuropameister. Zudem gewannen sie drei Weltcuprennen, einmal den Gesamtweltcup und wurden im Jahr 2000 Österreichische Staatsmeister. Vereinzelt startete Wolfgang Schopf auch im Einsitzer.

## Karriere
Der erste internationale Erfolg gelang Wolfgang und Andreas Schopf mit dem Gewinn der Bronzemedaille bei der Juniorenweltmeisterschaft 1999 in Hüttau. Im Winter 1999/2000 gewannen sie die Gesamtwertung des Intercontinentalcups, wurden Österreichische Staatsmeister im Doppelsitzer und gewannen die Goldmedaille bei der Junioreneuropameisterschaft 2000 in Umhausen. Hier nahm Wolfgang Schopf auch im Einsitzer teil, wo er Achter wurde. 
Ab der Saison 2000/2001 starteten die Schopf-Cousins im Weltcup. Schon im ersten Rennen am 4. Jänner in Umhausen erreichten sie den zweiten Rang, danach folgten in Unterammergau und Lüsen aber nur zwei sechste Plätze. Für Aufsehen sorgten die damals 17 bzw. 16 Jahre alten Cousins bei ihrem ersten Titelkampf in der Allgemeinen Klasse, der Weltmeisterschaft 2001 in Stein an der Enns. Mit Bestzeit im zweiten Wertungslauf ließen sie die Titelverteidiger Armin und David Mair aus Italien um neun Hundertstelsekunden hinter sich und wurden zum ersten Mal Weltmeister im Doppelsitzer. Eine Woche später konnten sie ihren Junioreneuropameistertitel erfolgreich verteidigen und anschließend gewannen sie die beiden noch ausstehenden Weltcuprennen in Moskau und Hüttau, womit sie im Endklassement die Vorjahressieger Armin und David Mair um 15 Punkte auf Platz zwei verwiesen und gleich in ihrer ersten Saison den Gesamtweltcup gewannen.
Die nächsten beiden Jahre verliefen für Wolfgang und Andreas Schopf im Weltcup nicht ganz so erfolgreich. Mit jeweils zwei Podestplätzen, aber keinem Sieg, belegten sie in den Saisonen 2001/2002 und 2002/2003 den fünften Gesamtrang. Bei den Medaillenentscheidungen waren sie aber weiterhin nicht zu schlagen: Bei der Europameisterschaft 2002 in Frantschach wurden sie mit elf Hundertstelsekunden Vorsprung auf Reinhard Beer und Herbert Kögl Europameister und bei der Weltmeisterschaft 2003 in Železniki gewannen sie mit 1,81 Sekunden Vorsprung auf die Russen Pawel Porschnew und Iwan Lasarew ihren zweiten Weltmeistertitel. Zudem gewannen sie bei der Junioreneuropameisterschaft 2003 die Silbermedaille im Doppelsitzer und Wolfgang Schopf gewann auch die Bronzemedaille im Einsitzer.
In der Weltcupsaison 2003/2004 erreichten Wolfgang und Andreas Schopf mit einem dritten und drei zweiten Plätzen sowie einem Sieg in Moskau am 25. Jänner dieselbe Punkteanzahl wie die Russen Porschnew und Lasarew. Weil diese aber ein besseres Streichresultat vorweisen konnten, ging der Gesamtweltcupsieg an die Russen und die Schopf-Cousins wurden Zweite. Bei der Europameisterschaft 2004 in Hüttau mussten sie sich ebenfalls den Russen Porschnew/Lasarew und auch deren Landsmännern Denis Alimow und Roman Molwistow geschlagen geben und gewannen die Bronzemedaille.
Die Saison 2004/2005 war die letzte gemeinsame für Wolfgang und Andreas Schopf. Die ersten drei Saisonrennen konnten sie auf dem Podest beenden, danach fuhren sie aber nicht mehr unter die besten drei und im Gesamtweltcup belegten sie schließlich den vierten Platz. Bei ihrer letzten Weltmeisterschaft in Latsch blieben sie zum ersten Mal ohne Medaille, denn im Doppelsitzer kamen sie nur auf den zehnten Platz und im Mannschaftswettbewerb auf Rang sechs. Im Jahr 2005 beendete Wolfgang Schopf seine Karriere. Andreas Schopf startete danach mit seinem Bruder Christian Schopf.

## Sportliche Erfolge

### Weltmeisterschaften
- Stein an der Enns 2001: 1. Doppelsitzer
- Železniki 2003: 1. Doppelsitzer
- Latsch 2005: 10. Doppelsitzer, 6. Mannschaft

### Europameisterschaften
- Frantschach 2002: 1. Doppelsitzer
- Hüttau 2004: 3. Doppelsitzer

### Juniorenweltmeisterschaften
- Hüttau 1999: 3. Doppelsitzer

### Junioreneuropameisterschaften
- Umhausen 2000: 1. Doppelsitzer, 8. Einsitzer
- Tiers 2001: 1. Doppelsitzer, 10. Einsitzer
- Kreuth 2003: 2. Doppelsitzer, 3. Einsitzer

### Weltcup
- Gesamtsieg im Doppelsitzer in der Saison 2000/2001
- 2. Gesamtrang im Doppelsitzer in der Saison 2003/2004
- 15 Podestplätze, davon 3 Siege:

| Datum            | Ort    | Land       | Disziplin    |
| ---------------- | ------ | ---------- | ------------ |
| 11. Februar 2001 | Moskau | Russland   | Doppelsitzer |
| 18. Februar 2001 | Hüttau | Österreich | Doppelsitzer |
| 25. Jänner 2004  | Moskau | Russland   | Doppelsitzer |

### Österreichische Meisterschaften
- Österreichischer Staatsmeister im Doppelsitzer 2000

## Auszeichnungen (Auszug)
- 2001: Goldenes Ehrenzeichen für Verdienste um die Republik Österreich